# Fielato

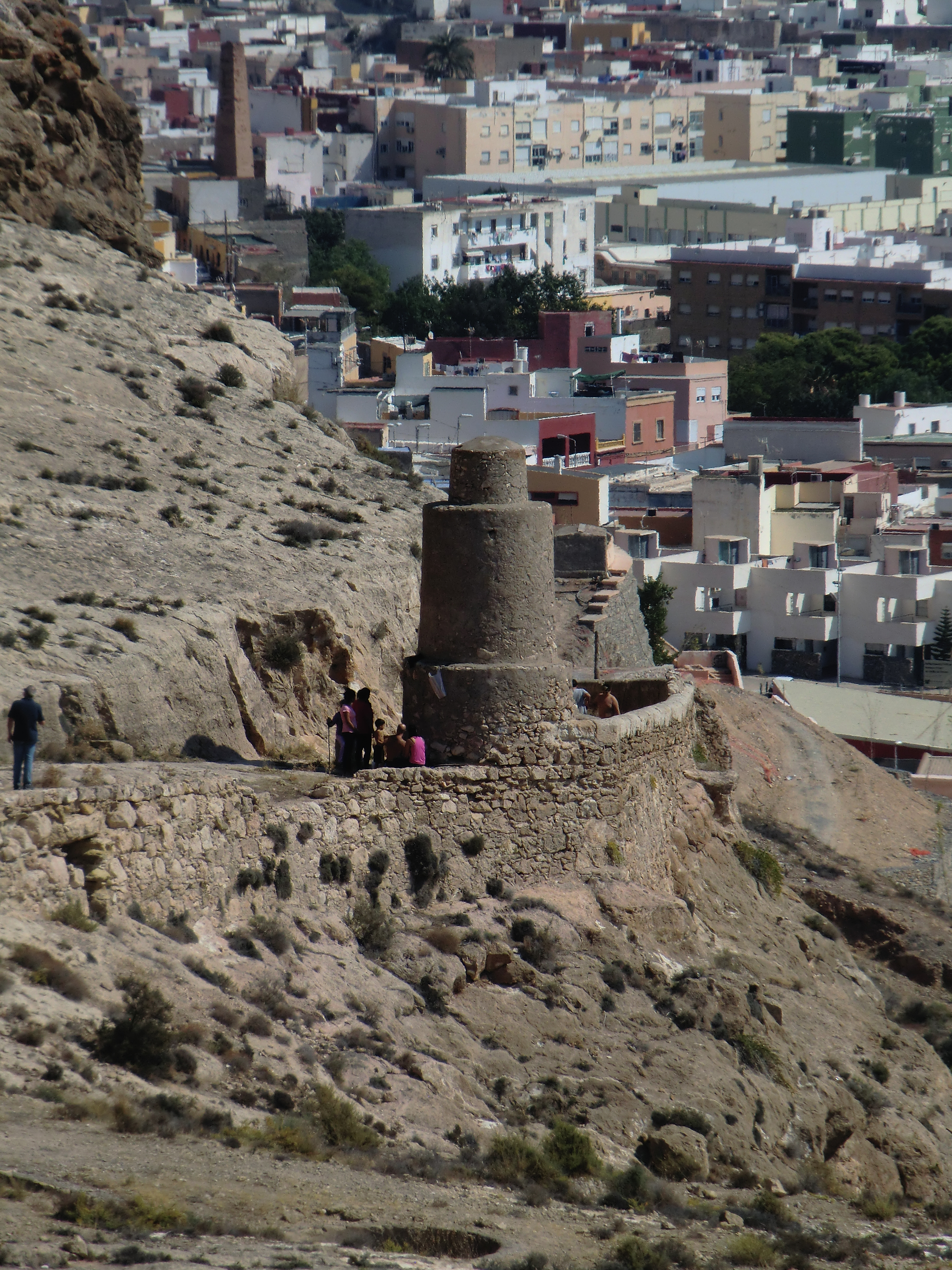
Vista del antiguo fielato de Almería a su entrada desde Poniente.

Fielato era el nombre popular que recibían en España las casetas de cobro de los arbitrios y tasas municipales sobre el tráfico de mercancías, aunque su nombre oficial era el de estación sanitaria, ya que aparte de su función recaudatoria servían para ejercer un cierto control sanitario sobre los alimentos que entraban en las ciudades. El término fielato procede del fiel o balanza que se usaba para el pesaje.
En el Diccionario de la Administración Española de Marcelo Martínez Alcubilla en el apartado referente a la contribución de consumos, se recogen una serie de artículos para el correcto funcionamiento de los fielatos:
- Art. 37. Los fielatos serán abiertos a la salida del sol y cerrados a la puesta del mismo.
- Art. 41. Los fielatos centrales reconocerán y adeudarán las especies que concurran a ellos al tiempo de entrar y salir de los mismos.
- Art. 42: Donde no existan fielatos exteriores deberán establecerse uno o más interiores según lo exijan las conveniencias del servicio.
- Art. 45: Donde sólo existan fielatos interiores, la circulación de especies para dirigirse a ellos, sólo podrá verificarse por las calles designadas al efecto con marcas o rótulos visibles.

Actualmente los fielatos han sido sustituidos por otros mecanismos con los que el Estado puede controlar la fiscalidad y la sanidad de los alimentos.